# Erich Marcks
Erich Marcks (6 de junio de 1891 - 12 de junio de 1944) fue un general alemán en la Wehrmacht durante la II Guerra Mundial. Es el autor del primer borrador del plan de operaciones Proyecto de Operación Este, para la Operación Barbarroja, la invasión de la Unión Soviética, abogando por lo que más tarde fue conocido como la línea A-A, como objetivo de la Wehrmacht para alcanzar en el plazo de nueve a diecisiete semanas. Marcks estudió filosofía en Freiburg en 1909.

## Carrera
Nacido en 1891, Erich Marcks se unió al Ejército en 1910 y luchó en la I Guerra Mundial. Completó la formación para el Estado Mayor General y fue transferido al Cuerpo del Estado Mayor General Imperial en 1917. Marcks recibió la Cruz de Hierro de 2.ª Clase y después de 1.ª Clase, y ocupó un puesto en el Mando Supremo Alemán. Después de la guerra, Marcks luchó con el paramilitar Freikorps. Se unió al Ejército de la República Alemana (Reichsheer); entre 1921 y 1933, sostuvo varios puestos del estado mayor y de mando, y después sirvió en el Ministerio de Defensa. El 1 de abril de 1933, después de la subida al poder de Hitler, Marcks fue transferido al ejército, sirviendo como Jefe de Estado Mayor del VIII Cuerpo. Recibió la Cruz de Caballero de la Cruz de Hierro con Hojas de Roble.

## Proyecto de Operación Este

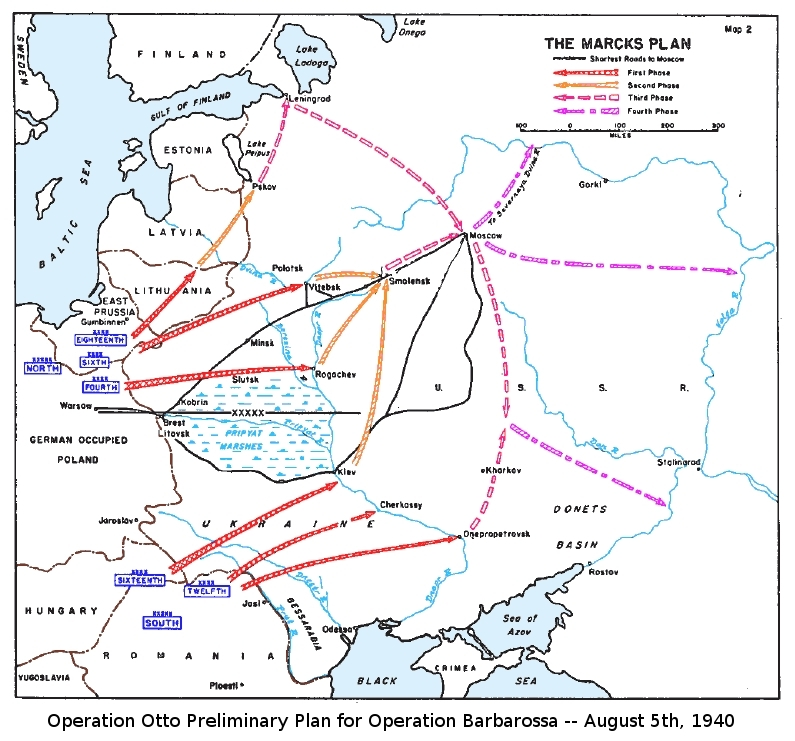
El Plan Marcks (publicado el 5 de agosto de 1940) era el plan original alemán de ataque para la Operación Barbarroja, la invasión de la Unión Soviética durante la II Guerra Mundial, como se muestra en un estudio del Gobierno de EE. UU. (marzo de 1955).

Como Jefe de Estado Mayor del VIII Cuerpo, Marcks tomó parte en el ataque a Polonia y fue promovido a Jefe de Estado Mayor del 18.º Ejército, sirviendo con él durante la Batalla de Francia. En el verano de 1940, Franz Halder, jefe del Estado Mayor General del OKH, se dirigió a Marcks para esbozar un plan operacional inicial para la invasión de la Unión Soviética. Marcks produjo un informe titulado "Proyecto de Operación Este". Citando la necesidad de "proteger Alemania contra bombarderos enemigos", el informe abogaba por la línea A-A como objetivo operacional de la invasión de "Rusia" (sic). Este objetivo era una línea desde Arcangelsk en el Mar Ártico a través de Gorki y Rostov hasta la ciudad portuaria de Astracán en la boca del Volga en el mar Caspio. Marcks imaginaba que la campaña, incluyendo la captura de Moscú y más allá, requeriría entre nueve y diecisiete semanas para ser completada.

## Rusia, Normandía, y muerte
En diciembre de 1940 Marcks fue nombrado general al mando de la 101.ª División de Infantería Ligera. En junio de 1941 fue gravemente herido en Ucrania, necesitando la amputación de su pierna izquierda. Después de su recuperación, fue nombrado comandante general de la 337.ª División de Infantería desde marzo de 1942 hasta septiembre de 1942. Marcks fue promovido a General der Artillerie y fue nombrado comandante general del LXXXIV Cuerpo, que comandó durante la invasión de Normandía aliada, y después de celebrar su 53.º cumpleaños el Día-D, fue herido en un ataque aéreo aliado el 12 de junio de 1944 y murió el mismo día. Póstumamente, recibió las Hojas de Roble de la Cruz de Caballero de la Cruz de Hierro (24 de junio de 1944).

## Cultura popular
En el juego para movil Road to Valor WW2 es una de las cartas épicas cuya habilidad destaca en dar señales a la artillería contra el enemigo.
En la película El día más largo, Marcks fue interpretado por Richard Münch.

## Condecoraciones
- Cruz de Hierro (1914) 2.ª Clase (25 de septiembre de 1914) & 1.ª Clase (agosto de 1915)[2]
- Broche de la Cruz de Hierro (1939) 2.ª Clase (21 de septiembre de 1939) & 1.ª Clase (29 de septiembre de 1939)[2]
- Cruz de Caballero de la Cruz de Hierro con Hojas de Roble
  - Cruz de Caballero el 26 de junio de 1941 como Generalleutnant y comandante de la 101.ª División de Infantería Ligera[5]
  - Hojas de Roble el 24 de junio de 1944 como general y comandante del LXXXIV Cuerpo de Ejército[5]

### Citas
1. ↑  «Erich Marcks Biography», d-day overload, consultado el 2 de septiembre de 2019.
2. 1 2 3  Thomas, 1998, p. 58.
3. ↑  Kay, 2011, p. 31.
4. ↑  Citino, Robert M., "Danger Zone," World War II History, July–August 2016, p. 26.
5. 1 2 3  Scherzer, 2007, p. 526.
6. ↑  «Erich Mark». Wiki Road to Valor: World War II. Consultado el 23 de octubre de 2024.